# Everett Brown
Everett G. Brown (* 1. Januar 1902 im Smith County, Texas; † 14. Oktober 1953 in Los Angeles, Kalifornien) war ein US-amerikanischer Schauspieler. 
In Texas geboren, spielte der Afroamerikaner zwischen 1927 und 1953 in rund 40 Hollywoodproduktionen mit. Meistens verkörperte der bullige Schauspieler in kleineren Nebenrollen Ureinwohner, Bedienstete oder Sklaven. Zu Browns bekannteren Filmen gehören Jagd auf James A., King Kong und die weiße Frau und Vom Winde verweht, in dem er den treuen Vorarbeiter Big Sam spielte. Er starb im Alter von nur 51 Jahren und wurde auf dem Evergreen Cemetery in Los Angeles begraben.

## Filmografie (Auswahl)
- 1927: South Sea Love
- 1931: Danger Island
- 1932: Die Maske des Fu-Manchu (The Mask of Fu Manchu)
- 1932: Jagd auf James A. (I Am a Fugitive from a Chain Gang)
- 1933: King Kong und die weiße Frau (King Kong)
- 1933: Tarzan the Fearless
- 1934: Tarzans Vergeltung (Tarzan and his Mate)
- 1935: Die Elenden (Les Misérables)
- 1936: Tarzans Rache (Tarzan Escapes)
- 1937: Dark Manhattan
- 1937: Denen ist nichts heilig (Nothing Sacred)
- 1938: Über die Grenze entkommen (The Texans)
- 1938: Teufelskerle (Boys Town)
- 1939: Vom Winde verweht (Gone with the Wind)
- 1939: Stanley and Livingstone
- 1940: Congo Maisie
- 1949: Blutige Diamanten (Rope of Sand)
- 1949: Arglist im Palast (Malice in the Palace)
- 1953: Weiße Frau am Kongo (White Witch Doctor)